# 恋は緑の風の中
『恋は緑の風の中』（こいはみどりのかぜのなか）は、1974年公開の日本映画。

## 概要
十代半ばに差し掛かった少年の、性への目覚めの戸惑いと妄想、幼馴染みである少女との切ない恋、を軽妙なタッチで描いた青春ドラマで、『雲ながるる果てに』、『悲しき口笛』、『異母兄弟』等で知られた独立プロの家城巳代治監督の遺作である。アリスが音楽を担当し、原田美枝子が当時15歳で本作のヒロイン役としてデビューした。
2019年4月、幻の映画復刻レーベルDIGよりDVD化された。

## 惹句
- 背伸びした愛…
- 幼い性への噴出が青春への出発!
- 日本映画が初めて捉えた美しい「性のめざめ」

## ストーリー
純一は14歳の中学二年生である。保健体育担当の藤井先生による性教育の特別授業等から性へ興味を持ち始め、父の道夫に恥垢のカスを見せびらかしたり、母の夏子をいきなり押し倒し唇を重ねたり、幼なじみの雪子を襲う妄想するなど行動や思考はやや暴走気味のある日、雪子が家庭の事情から転校することを知り、雪子のためにクラスメイトと共に行動を起こす。

## スタッフ
- 監督：家城巳代治
- 脚本：いえきひさこ
- 製作：家城巳代治、加藤正夫
- 撮影：佐藤昌道
- 音楽：アリス
- 主題歌：「黒い瞳の少女」アリス ※ノンクレジット。1975年5月5日発売の4枚目のアルバム「アリスⅣ」収録。1980年8月5日にシングルカット発売。
- 照明：飯塚茂
- 編集：堀江貞子
- 助監督：飯泉征吉
- 監督助手：永井正夫、小栗謙一、松井稔、五十嵐正光
- 撮影助手：野村又新、篠沼哲夫、岩上文夫
- 照明助手：松尾岳史
- 録音：加藤一郎
- 美術：横井君夫
- 編集助手：山下登喜子
- スチール：吉田一法、山本耕二
- 協力：埼玉県深谷市
- 制作：家城プロダクション
- 配給：東宝

## キャスト
- 愛川純一：佐藤佑介
- 松島雪子：原田美枝子
- 愛川道夫：福田豊土
- 愛川夏子：水野久美
- 松島清子：阿部百合子
- 藤井先生：三田佳子
- 家に来た少女：和気ますみ
- 教頭先生：稲葉義男
- 石山先生：左右田一平
- 工場の管理人：浜村純

## エピソード
- 家城巳代治は、思春期の性を描いた本作を製作する前に十代の生の意見を探るべく、1971年に三鷹高校で高校生達を集めたシナリオ朗読会を放課後を利用して実施した。立ち会った高校生のひとりに当時は映画研究会所属の映画少年だった金子修介がおり、「8ミリで映画を撮っている」と家城に言うと「ほう、お仲間ですな」と本気で答えられて映画監督を本格的に目指すきっかけになったと、自著『ガメラ監督日記』（1998年1月10日小学館刊）で述懐している。
- 本作でデビューした原田美枝子は当時高校一年生で夏休みを利用して神社泊り込みの合宿形式で撮影に参加したが、クランクアップが大きく遅延して新学期に間に合わず結局学校を休み、公開後ヌードシーンが学校で問題視されて夜間高校へ転校を余儀なくされている。
- 本作の舞台となった埼玉県深谷市で2004年10月10日から6日間開催された第1回深谷市民映画祭[1]の初日に、製作から30年振りに本作が無料上映されて原田美枝子がトークショーに招かれた。原田はオファーを引き受ける際に「ちょっと恥ずかしいけど。当時、独立プロの作品で予算が無かった中で、深谷市の方々に大変お世話になったので」とコメントしている。

- 公開以来長らくソフト化されなかったが、2019年4月2日にDIG＆PADレーベルからDVD化される。

## 関連書籍・参考文献
- 「恋は緑の風の中」いえきひさこ著（1974年12月25日、秋元文庫刊）※脚本・いえきひさこによる書き下ろしノヴェライズ版。
- 「俳優　原田美枝子 — 映画に生きて生かされて」鈴木隆著(2011年10月21日、毎日新聞社刊)

## 十代の性を描いた映画
- フレンズ〜ポールとミシェル（1971年、イギリス映画）- 10代半ばの少年・少女の恋と性と妊娠、出産の現実を描く。
- ぼくの小さな恋人たち[2]（1974年、フランス映画） - ジャン・ユスターシュ監督による数少ない長編作品の一本。『恋は緑の風の中』と同様、ローティーンの少年による性のめざめを描いた。
- コドモのコドモ（2008年、日本映画） - 小学生の妊娠を描き、賛否を二分した問題作。